# Эндрю, Майкл
Майкл Чарльз Эндрю (англ. Michael Charles Andrew; род. 18 апреля 1999, Энсинитас, Калифорния) — американский пловец, олимпийский чемпион 2020 года в комбинированной эстафете 4×100 метров, чемпион мира 2022 года в смешанной комбинированной эстафете, многократный чемпион мира на короткой воде. Один из наиболее универсальных пловцов современности, выступает на мировом уровне в плавании брассом, баттерфляем, в комплексном плавании, плавании вольным стилем и на спине. В 2016—2017 годах установил мировые рекорды среди юниоров на различных дистанциях во всех пяти видах плавания.

## Биография и спортивная карьера
Родился 18 апреля 1999 года в городе Абердин, Южная Дакота, США.
Родители Эндрю, уроженцы Южной Африки, которые переехали в Америку в 1997 году. Его семья жила в Абердине, Южная Дакота, с 1997 по 2011 год, где Эндрю начал плавать в возрасте 7 лет. Семья переехала в Лоуренс, штат Канзас, в 2011 году. У Эндрю есть младшая сестра, которая также плавала. Его мать Тина появилась в британской и южноафриканской версиях « Гладиаторов», как Лазер и Шина соответственно.
Эндрю тренировал его отец в бассейне с двумя дорожками на заднем дворе. По состоянию на январь 2021 года его тренирует отец, и он тренируется нетрадиционным способом, используя метод под названием «Ультракороткая гоночная тренировка» (USRPT).
Чемпион мира на короткой воде 2016 года в заплыве на 100 метров комплексным плаванием (51,84 сек, мировой рекорд среди юниоров). Там же выиграл две серебряные медали в эстафетах. На чемпионате мира на короткой воде 2018 года завоевал 4 золотые медали в составе эстафетных сборных США.

## Олимпиада 2020 в Токио
На летних Олимпийских играх 2020 года он выиграл золотую медаль и установил мировой рекорд в составе комбинированной эстафеты 4×100 метров. Занял четвёртое место в плавании брассом на 100 метров, четвёртое место в дистанции 50 метров вольным стилем и пятое место в заплыве на 200 метров комплексным плаванием Он был первым пловцом, который представлял США на Олимпийских играх в индивидуальном плавании брассом, а также в другом индивидуальном виде, кроме индивидуального комплексного плавания.